# هسته بیت‌کوین
هسته بیت‌کوین نرم‌افزاری آزاد و منبع باز است که به عنوان یک گره شبکه بیت کوین (مجموعه ای از آن شبکه بیت کوین را تشکیل می‌دهد) و یک کیف پول بیت کوین را تولید می‌کند که پرداخت‌ها را به‌طور کامل تأیید می‌کند. این به عنوان اجرای مرجع بیت کوین در نظر گرفته شده‌است. در ابتدا این نرم‌افزار توسط ساتوشی ناکاماتو با نام "بیت کوین" منتشر شد و بعداً برای تمایز آن از شبکه به "Bitcoin Core" یا هستهٔ بیت کوین تغییر نام یافت. به همین دلیل، به عنوان کاربر ساتوشی نیز شناخته می‌شود.